# APRA Music Awards
O APRA Music Awards é uma cerimônia de premiação anual destinado à celebrar a excelência em música contemporânea, honrando as habilidades de compositores, produtores e artistas que alcançam o sucesso notável em vendas e em reproduções nas rádios situadas na Austrália e Nova Zelândia. Apresentada pela Australasian Performing Right Association (APRA) em parceria com a Australasian Mechanical Copyright Owners Society (AMCOS), também homenageia membros da música clássica da música experimental, além de outros membros que exercem excelência em suas profissões dentro dos cinemas.